# Ariel Tatum
Ariel Tatum (* 13. September 1984) ist ein Fußballspieler von den Cayman Islands, der auf der Position eines Mittelfeldspielers zum Einsatz kommt. 2001 absolvierte er ein offizielles Länderspiel für die Fußballnationalmannschaft der Cayman Islands. Der beruflich im Finanzbereich tätige Tatum tritt in seiner Heimat unter anderem auch als Flag-Football-Spieler in Erscheinung.

## Karriere

### Karrierebeginn und College-Laufbahn
Ariel Tatum wurde am 13. September 1984 geboren und erhielt seine Schulbildung auf den Cayman Islands sowie in den Vereinigten Staaten. So besuchte er unter anderem die John Gray High School in der Hauptstadt George Town auf Grand Cayman und war zu dieser Zeit bereits als Fußballspieler aktiv. Während seiner High-School-Zeit debütierte der damals 16-Jährige in der Fußballnationalmannschaft der Cayman Islands, als er am 25. Februar 2001 bei einer 0:3-Niederlage gegen Trinidad und Tobago in der 91. Spielminute für den eineinhalb Jahre älteren Ian Lindo, der ebenfalls an diesem Tag sein Nationalteamdebüt gab, eingewechselt wurde. Vereinsfußball spielte Tatum in dieser Zeit unter anderem für den Hauptstadtverein Academy SC, auch The Academy genannt, dem er ab etwa 1999 angehörte.
Im Jahre 2003 begann er sein Studium am Wheaton College in Norton im US-Bundesstaat Massachusetts, nachdem er zuvor bereits für einige Zeit eine Vorbereitungsschule (engl.: preparatory school) in den USA besucht hatte. Bereits von seinem Freshman-Jahr an agierte der Mittelfeldakteur von den Cayman Islands unter Trainer Matt Cushing (1966–2017) als Stammspieler und ist mit 87 Meisterschaftseinsätzen zum heutigen Zeitpunkt (Stand: 2019) noch immer einer der am häufigsten eingesetzten Spieler in der Geschichte des Fußballprogramms am Wheaton College. In seinem ersten Jahr hatte er es auf Einsätze in allen 24 Meisterschaftsspielen gebracht, von denen er jedoch nur in 13 von Beginn an am Rasen war, und hatte dabei zwei Tore erzielt, sowie die Vorarbeit zu drei weiteren Treffern geleistet. In diesem Jahr schaffte die Fußballmannschaft einen ihrer größten Erfolge, als es ins Semifinale der NCAA Division III Men’s Soccer Championship einzog. In seinem darauffolgenden Sophomore-Jahre absolvierte Tatum 22 Meisterschaftsspiele und startete hiervon in zwölf Partien von Beginn an. Insgesamt kam er dreimal zum Torerfolg und machte fünf Torvorlagen.
Auf 20 Einsätze (16 Starts) und zwei Tore, sowie eine Torvorlage brachte es der 1,93 m große und bullige Mittelfeldakteur in seinem nachfolgenden Junior-Jahr 2005. In seinem Senior-Jahr absolvierte Tatum 21 weitere Meisterschaftspartien (19 Starts) und kam dabei auf eine Bilanz von drei Treffern und vier Assists. Am Ende dieses Jahres wurde er aufgrund seiner Leistungen ins NEWMAC All-Conference First Team gewählt. Im Frühjahr 2007 beendete Tatum, der das Wheaton College mit einem Staatsstipendium und einem zusätzlichen akademischen Stipendium absolvierte, sein Wirtschaftsstudium und kehrte umgehend wieder in seine Heimat zurück. Gegen Ende seines Studiums soll Tatum, der bereits in den U-14-, U-17-, U-20- und Olympiaauswahlen der Cayman Islands zum Einsatz gekommen ist, wieder im Kader der A-Nationalmannschaft des britischen Überseegebietes gestanden haben.

### Berufliche Laufbahn in der Heimat und weitere Sportlerkarriere auf den Cayman Islands
Nach beendetem Studium nahm Tatum im Juni 2007 eine Stelle als Finanzanalyst bei der Cayman Islands Monetary Authority an und arbeitete sich hier im Laufe der Jahre weiter nach oben. Zwischen 2009 und 2012 war er Senior Analyst und von 2013 bis 2016 Chief Analyst. In weiterer Folge wechselte er zur Bank-of-America-Tochter Merrill Lynch, wo er als Money Laundering Risk Officer (MLRO) in der Filiale in George Town eingesetzt wurde. Des Weiteren übernahm er Aufgaben im Management und ist seit 2018 auch als Anti-Money Laundering Compliance Officer (AMLCO) tätig. Parallel hierzu blieb Tatum weiterhin sportlich aktiv und spielt neben Fußball auch Flag Football. In der von der Cayman Islands Flag Football Association organisierten Digicel Premier League tritt der 1,93 m große Tatum für die Lone Star Mustangs in Erscheinung. Als Fußballspieler trat er um das Jahr 2016 für den George Town SC an – wann genau er zu diesem gewechselt war, geht leider nicht aus den Quellen hervor. Tatum, der bereits während seiner College-Zeit für seine Freistöße bekannt war, gelang beim Saisoneröffnungsspiel 2016/17 gegen die Savannah Tigers ein Hattrick, bei dem er drei direkte Freistöße verwandelte.

## Privates
Sein Bruder Joseph Tatum, ein Fußballtorhüter, absolvierte zwischen 2006 und 2009 zumindest drei offizielle Länderspiele für die Cayman Islands. Auch er tritt als Flag-Football-Spieler in Erscheinung (Stand: 2019).